# Plešivec (přírodní rezervace)
Plešivec je zrušená přírodní rezervace na Slovensku. Nacházela se v katastrálních územích obcí Čachtice a Častkovce v okrese Nové Mesto nad Váhom v Trenčínském kraji. Území bylo vyhlášeno v roce 1976 s rozlohou 53 hektarů. Rezervace byla součástí CHKO Malé Karpaty. Přírodní rezervace byla k 1. červnu 2021 zrušena a nahrazena chráněným areálem Čachtické Karpaty.